# رشيد عاكف باشا
رشيد عاكف باشا (بالإنجليزية: Reshid Akif Pasha)‏‏ (1863 في يوانينا - 1920 في إسطنبول) هو رجل دولة، ومؤلف، وكاتب عثماني، حيثُ كان رجل دولة في خلال العقود الأخيرة للدولة العثمانية.